# Monolepta nojiriensis
Monolepta nojiriensis es una especie de insecto coleóptero de la familia Chrysomelidae.
Fue descrita científicamente en 1963 por Nakane.